# Тверська (станція метро)
55°45′54″ пн. ш. 37°36′20″ сх. д. / 55.76500° пн. ш. 37.60556° сх. д.
«Тверська́» (рос. Тверская) — станція Замоскворіцької лінії Московського метрополітену. Розташована між станціями «Маяковська» і «Театральна», на території Тверського району Центрального адміністративного округу міста Москви.

## Історія
Станція відкрита 20 липня 1979 року на діючому перегоні «Маяковська» — «Площа Свердлова» (нині — «Театральна») для забезпечення пересадки на відкриту в 1975 році станцію «Пушкінська» Ждановсько-Краснопресненської лінії; при будівництві станції рух поїздів на перегоні не переривався. Назва — по Тверській вулиці, на якій станція розташована. До 5 листопада 1990 року станція мала назву «Горьківська» (рос. Горьковская) — по колишній назві Тверської вулиці і на честь відомого письменника А. М. Горького, пам'ятник якому стоїть у переході між цією станцією і станцією «Чеховська».

## Вестибюлі й пересадки
Вихід у місто здійснюється через вестибюль, вбудований в будівлю видавництва «Известия» і суміщений з вестибюлем станції «Пушкінська», а також підземним переходом на Тверську вулицю і Пушкінську площу.
З центру залу ескалатором можна здійснити пересадку на станцію «Пушкінська» Тагансько-Краснопресненської лінії. У торці залу — перехід на станцію «Чеховська» Серпуховсько-Тимірязєвської лінії.
- Пушкінська
- Чеховська
- Автобуси: 15, 101, 904, А, м1, м10, с43, н1, н12

## Технічна характеристика
Конструкція станції — пілонна трисклепінна (глибина закладення — 42 метри). Споруджена за індивідуальним проектом. 
Станція, подібна Тверській, є і в Харківському метрополітені — Південний вокзал.

## Колійний розвиток
Станція без колійного розвитку.

## Оформлення
Стіни оздоблені світло-сірим мармуром, підлога викладена червоним гранітом. Оформлення станції присвячено творам Максима Горького, ім'я якого спочатку носила станція; автор оформлення — В. М. Кликов. Горькому присвячена також скульптурна композиція, що розташовувалася в торці центрального залу. Після відкриття пересадки на станцію «Чеховська» вона була переміщена в зал між ескалаторними нахилами переходу.

## Станція у цифрах
- Код станції — 033.
- Час відкриття станції для входу пасажирів — 5 годин 30 хвилин, час закриття — о 1 годині ночі.
- Таблиця часу проходження першого поїзда через станцію.

|                                   | Понеділок — П'ятниця (чч:мм:сс) | Субота — Неділя (чч:мм:сс) |
|                                   | По непарних числах              |                            |
| По парних числах                  |                                 |                            |
| У бік станції «Річковий вокзал»   | 5:51:25                         | 5:51:25                    |
| У бік станції «Річковий вокзал»   | 5:51:25                         | 5:51:25                    |
| У бік станції «Красногвардійська» | 5:40:20                         | 5:40:20                    |
| У бік станції «Красногвардійська» | 5:40:20                         | 5:40:20                    |